# Lexus IS F
Lexus IS F – sportowa odmiana osobowego samochodu klasy średniej marki Lexus - IS II - produkowana w latach 2007 - 2014. Pojazd jest pierwszym autem z serii Lexus F. Auto zostało zaprezentowane podczas targów motoryzacyjnych North American International Auto Show 2007.

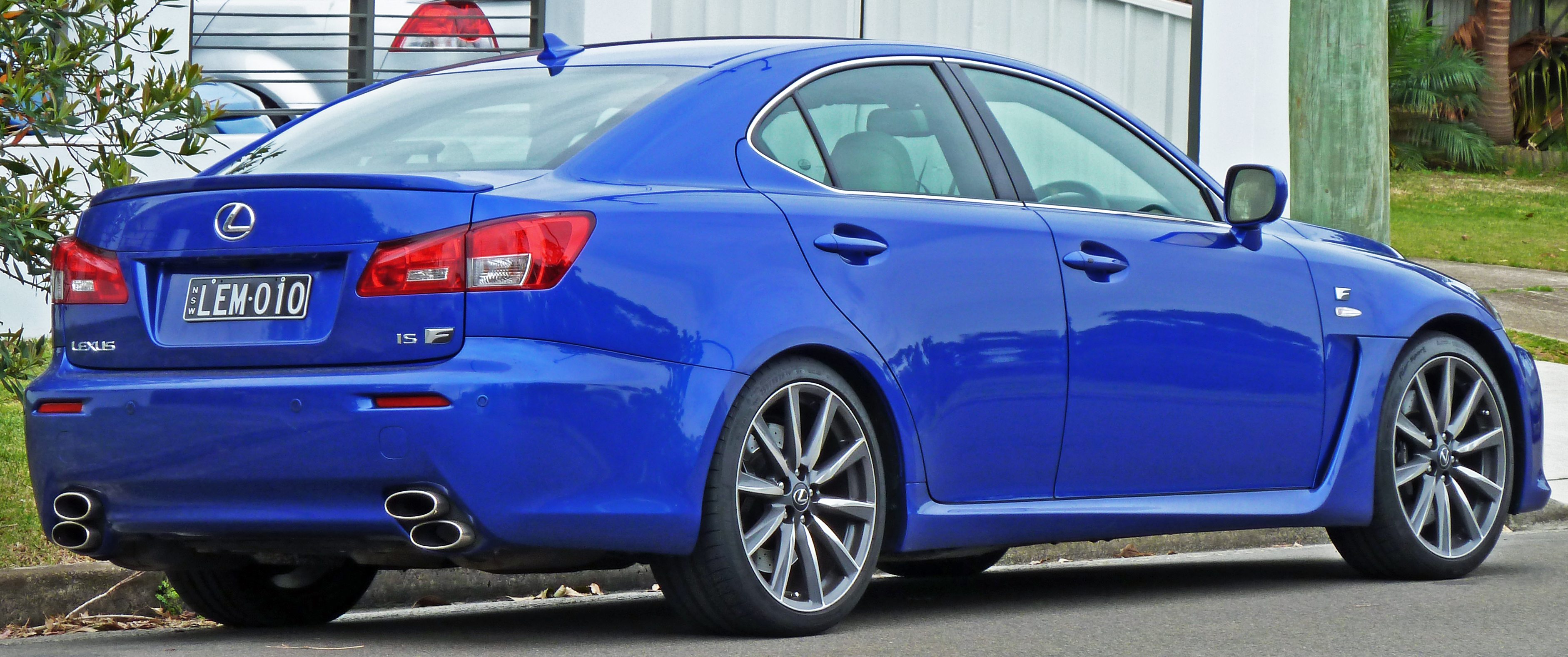
Tył IS F

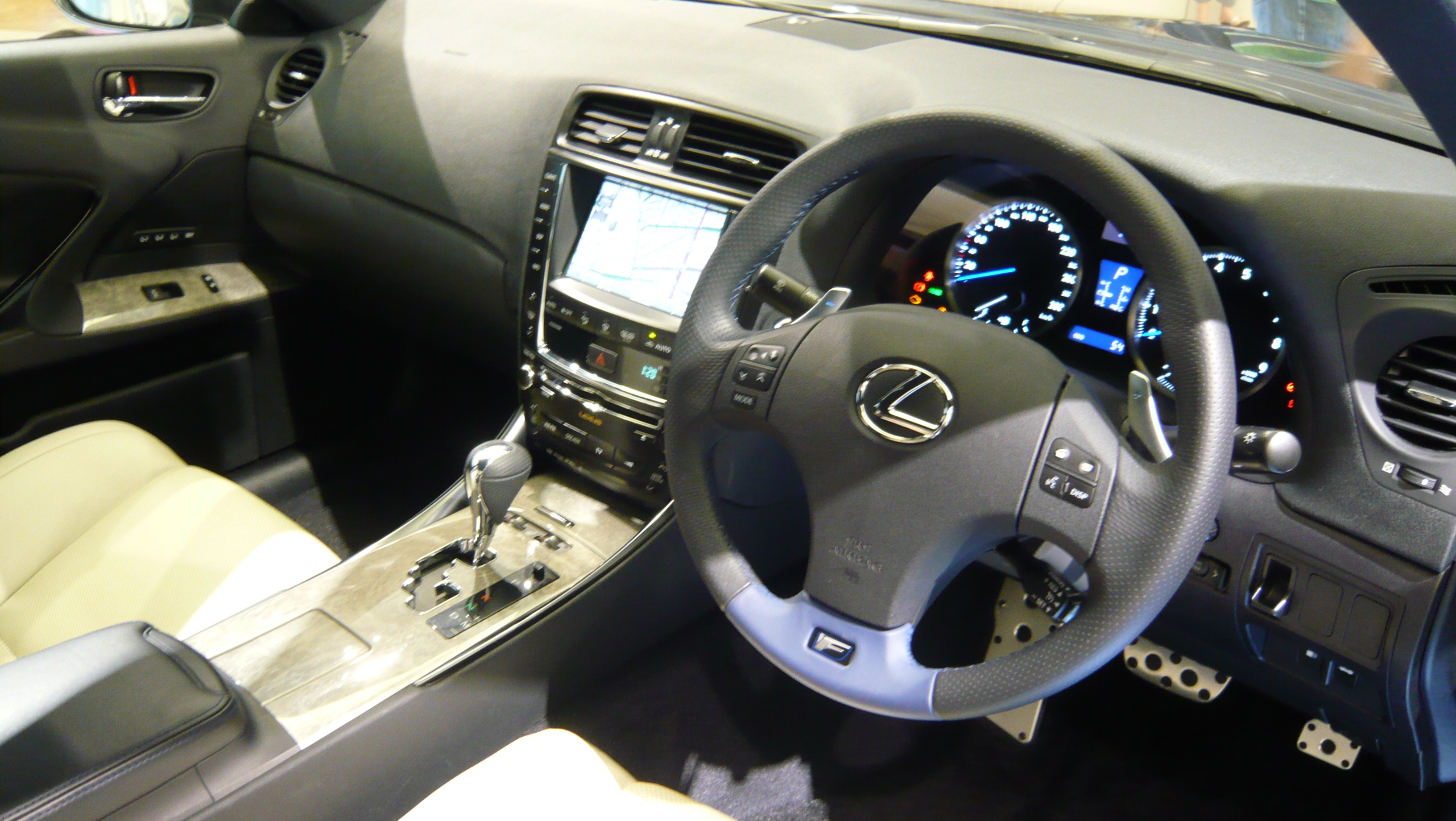
Wnętrze

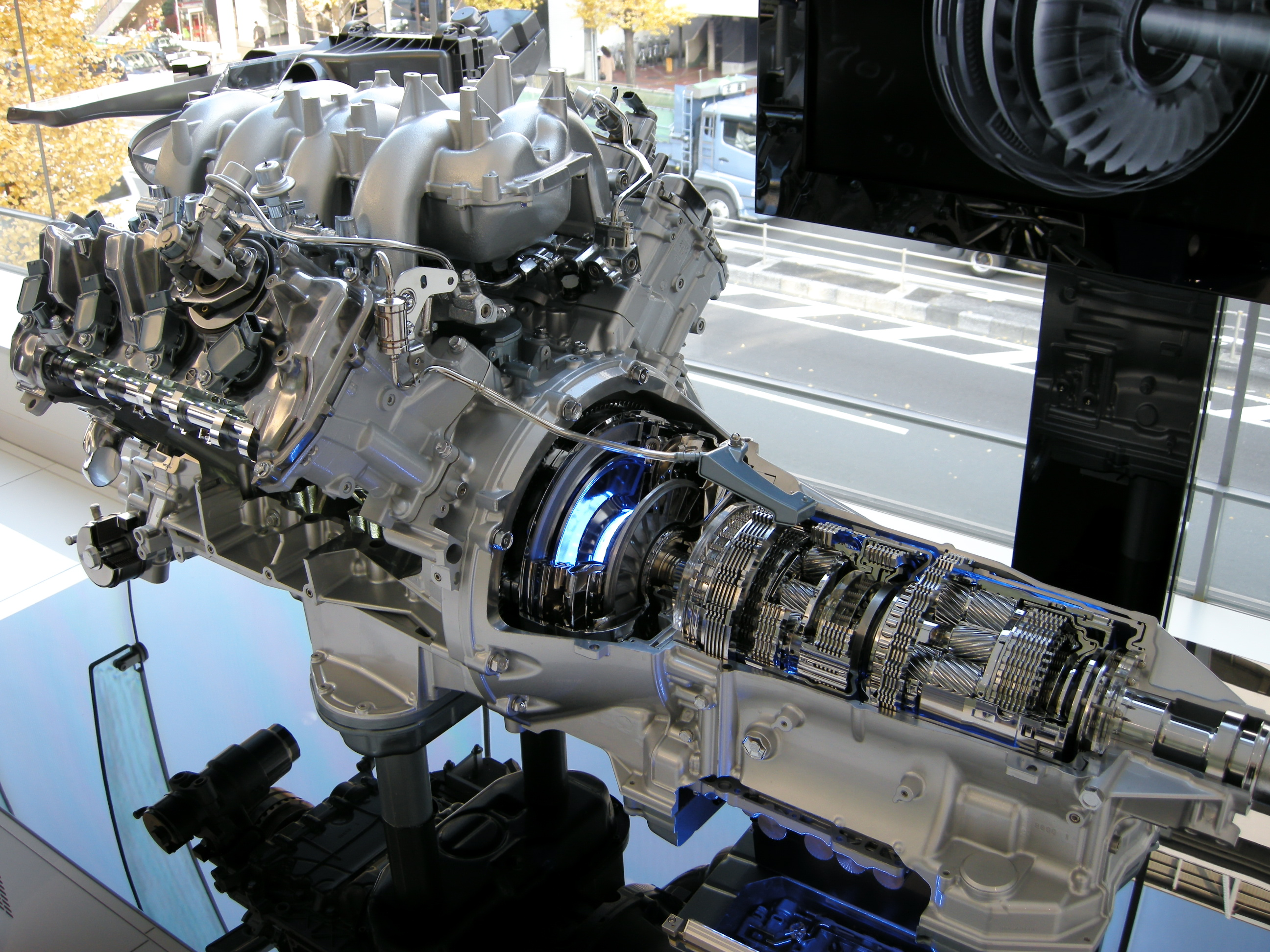
Silnik IS F

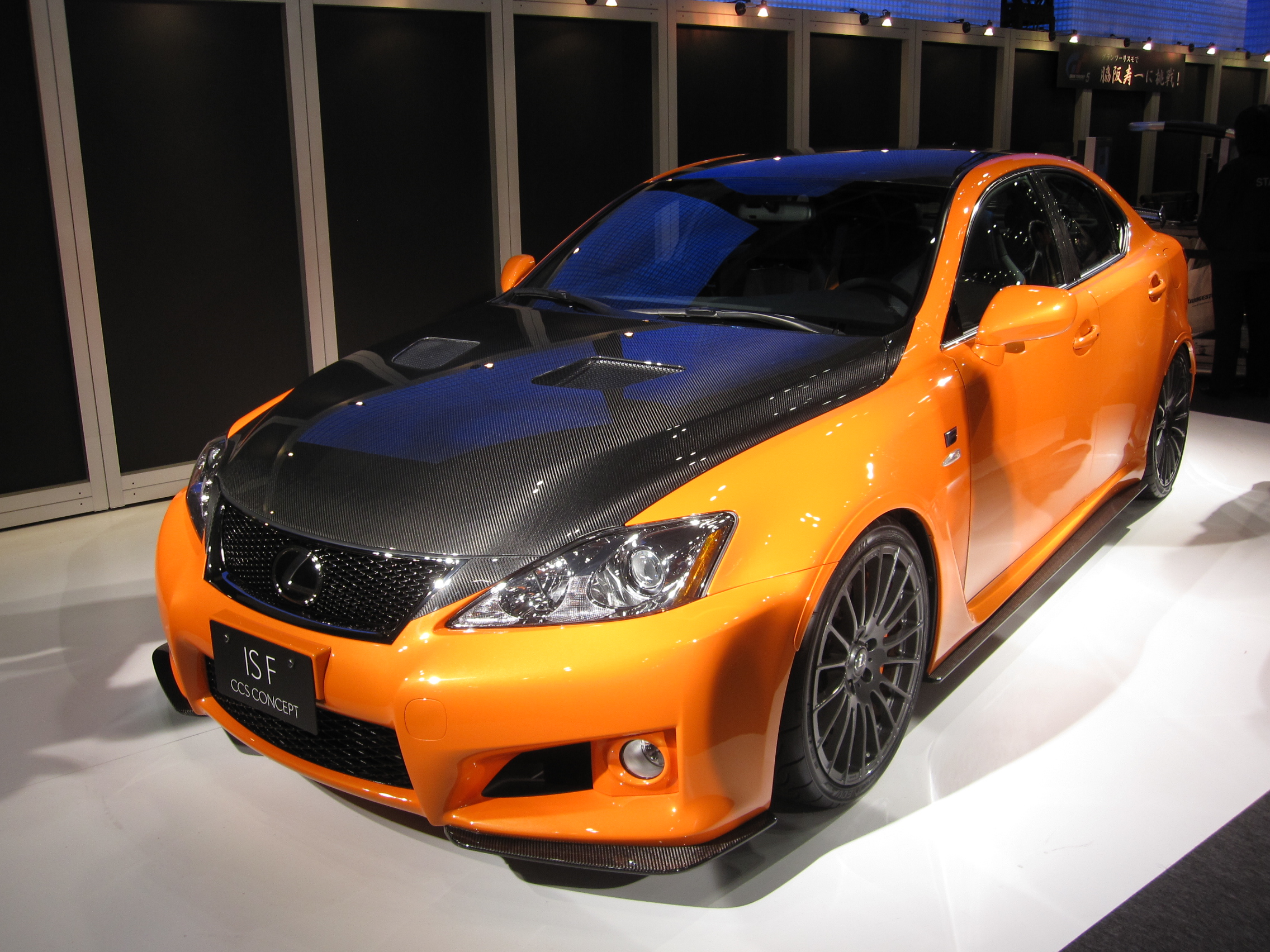
Lexus IS F CCS Tokyo

Od standardowego modelu IS odróżnia się zmodyfikowanym nadwoziem, większym silnikiem, sportowym zawieszeniem, skuteczniejszymi hamulcami oraz innymi mniejszymi zmianami. Auto pojawiło się w sprzedaży w 2007 roku w Japonii oraz USA, a w 2008 roku w Europie. W 2009 roku auto przeszło facelifting. W 2011 IS-F przeszedł kilka znaczących modyfikacji, które poprawiły jego właściwości jezdne. Zmodyfikowano zawieszenie, a tylna oś doczekała się mechanizmu różnicowego o ograniczonym tarciu. Cena Lexusa IS-F na polskim rynku pod koniec 2013 roku wynosiła 358 tys. zł.
W 2003 roku, na cztery lata przed premierą modelu, IS F Lexus pokazał na targach SEMA zmodyfikowany egzemplarz modelu IS z silnikiem V8. Auto o nazwie IS 430 zostało opracowane w USA przez warsztat Rod Millen Special Vehicles. Motor V8 3UZ-FE wytwarzał moc 340 koni mechanicznych, przekazywaną na tylną oś przez 6-biegową, manualną skrzynię Getrag oraz mechanizm różnicowy o ograniczonym poślizgu. 
25 lipca 2014 roku z taśm montażowych japońskiej fabryki Iwate zjechał ostatni Lexus IS F.

## Silnik
- Pojemność skokowa: 4968 cm³
- Liczba cylindrów: 8
- Liczba zaworów: 32
- Rozrząd: DOHC
- Układ cylindrów: widlasty
- Max.moc: 311 KW (423 KM) / 6600 obr./min
- Max. moment obrotowy: 505 Nm / 5200 obr./min

## Osiągi
- Max. prędkość: 270 km/h (ograniczona elektronicznie)
- Przyspieszenie 0 - 100 km/h: w zależności od ustawienia:

Z włączonym SPORT MODE, wyłączonym VSC i manualną zmianą biegów 4,4, z włączonym SPORT MODE 4,6, a w trybie turystycznym 4,8

## Zużycie paliwa
- Cykl mieszany: 11,4 l/100 km
- Cykl miejski: 16,8 l/100 km
- Cykl pozamiejski: 8,3 l/100 km
- Rodzaj paliwa: benzyna bezołowiowa, tylko 98 lub więcej oktanowa

Poziom emisji
- Emisja CO2 - cykl mieszany: 270 g/km
- Norma emisji spalin: EURO IV

## Hamulce
- Przód: zaciski 6-tłoczkowe, tarcze wentylowane 360 mm (Brembo)
- Tył: zaciski 2-tłoczkowe, tarcze wentylowane 345 mm (Brembo)

## Zawieszenie
- Przód: podwójne wahacze
- Tył: zawieszenie wielowahaczowe

## Wyposażenie
Lexus IS F standardowo wyposażony jest w elektryczne wspomaganie kierownicy uzależnione od prędkości jazdy (EPS), ABS, TRC, EBD, system wspomagania awaryjnego hamowania (BA), zintegrowany system zarządzania dynamika pojazdu, sportowe zawieszenie, tylny dyferencjał o ograniczonym poślizgu, dwustopniowe poduszki powietrzne, przycisk wyłączający poduszkę powietrzną pasażera, system uruchamiania pojazdu za pomocą przycisku "Start", nawigację GPS na twardym dysku, system audio klasy premium Mark Levinson®: 14 głośników, radio FM/MW/LW z RDS, 7"calowy dotykowy wyświetlacz multimedialny, system łączności Bluetooth®, asystenta parkowania, tempomat, elektryczną regulację przednich foteli, filtr przeciwpyłkowy, system oświetlenia wnętrza ułatwiający wsiadanie do pojazdu, aluminiowe nakładki na pedały, czujniki parkowania, deszczu oraz zmierzchu, reflektory biksenonowe. Opcjonalnie auto można wyposażyć w elektryczny szyberdach, sterowanie głosowe zestawem audio, klimatyzacją, telefon oraz przyciemniane szyby z filtrem promieniowania ultrafioletowego (UV).